# De' e' det här vi kallar kärlek
De’ e’ det här vi kallar kärlek är en svensk jukeboxmusikal från 2023 med text och musik av Lasse Holm, Ingela ”Pling” Forsman, Monica Forsberg och Torgny Söderberg. Musikalen är regisserad och koreograferad av Hans Marklund.